# Прелюдия к убийству
«Прелюдия к убийству» (англ. Dressed to Kill, 1946) — американский художественный фильм Рой Уильяма Нейла, четырнадцатый и последний из серии фильмов посвященных приключениям Шерлока Холмса и доктора Ватсона с участием Бэйзила Рэтбоуна и Найджела Брюса.

## Сюжет
Три дешёвых музыкальных шкатулки (каждая играет разные версии мелодии «The Swagman»), изготовленных в Дартморской тюрьме, продаются на местном аукционе. Шерлок Холмс пытается раскрыть секретный код, содержащийся в мелодии.

## В ролях
- Бэзил Рэтбоун — Шерлок Холмс
- Найджел Брюс — доктор Ватсон
- Патриша Морисон — миссис Хильда Кортни
- Гарри Кординг — Хамид